# Romanovskaïa
Romanovskaïa (en russe : Романовская) est une stanitsa et le centre administratif du raïon de Volgodonsk de l’oblast de Rostov.

## Histoire
La première mention du village remonte à 1613 et son nom est choisi en l’honneur de la dynastie régnante des Romanov. Dans l’oblast de l'armée du Don la stanitsa faisait partie du premier okroug du Don. En 1983 elle devient le centre administratif du raïon de Volgodonsk.

## Démographie
En 2010 le khoutor avait 8 248 habitants.